# Zain (Unternehmen)
Die Zain Group (früher MTC oder Mobile Telecommunications Company; arabisch زين, DMG Zain) ist ein 1983 in Kuwait unter dem Namen MTC gegründeter Betreiber von Mobilfunknetzen und zurzeit im Nahen Osten und in Afrika aktiv. Im September 2007 wurde das Unternehmen in den heutigen Namen Zain umbenannt. Zain war in 24 Staaten tätig, verkaufte jedoch das Netz in 15 Staaten Sub-Sahara-Afrikas an das indische Unternehmen Bharti Airtel, welches diese in die Holding Airtel Africa umwandelte, und betrieb selbst zum damaligen Zeitpunkt noch Netze in neun Ländern. Seit der Unabhängigkeit des Südsudan ist Zain des Weiteren in Kuwait, Bahrain, Irak, Jordanien, Libanon, Saudi-Arabien, Sudan aktiv. Seit 2011 produziert Zain zu Ramadan viel beachtete Werbespots, die ab 2015 auch eine politische Botschaft transportieren. Das Thema ist oft an die Freie Meinungsäußerung angelehnt.
Zain erzielte 2016 mit über 47 Millionen Kunden einen Umsatz von 3,6 Mrd. US-Dollar.

## Belege
1. 1 2 3  Zain.com: About us, abgerufen am 14. Mai 2017.
2. 1 2  Zain.com: Financial Highlights 31. Dezember 2016, abgerufen am 14. Mai 2017.
3. ↑  heise online: Heißes Pflaster Afrika: Mobilfunkriese Zain will sich zurückziehen, 25. Juli 2009, abgerufen am 14. Mai 2017.
4. 1 2  Omar Al-Ghazzi: Infantilizing Arab politics: A quick reading of the viral Ramadan 2018 Zain telecom ad. 11. Oktober 2018, abgerufen am 3. März 2025 (amerikanisches Englisch).